# 达米克—伊利舒
达米克—伊利舒（英語：Damiq-ilishu）（约公元前1816年—约公元前1794年在位）伊辛第一王朝末代国王。当他在战争中被对手拉尔萨国王瑞姆辛一世打败的时候，他失去了统治权以及伊新的独立。